# Psychilis correllii
Psychilis correllii är en orkidéart som beskrevs av Ruben Primitivo Sauleda. Psychilis correllii ingår i släktet Psychilis och familjen orkidéer. Inga underarter finns listade i Catalogue of Life.